# Georgische Küche
Unter dem Begriff georgische Küche fasst man die verschiedenen Kochstile zusammen, die in Georgien vorherrschen.

## Allgemein
Sie ist abwechslungsreich, begründet durch die unterschiedlichen regionalen Vorlieben, vor allem West- und Ostgeorgiens. So werden in Westgeorgien pikante Speisen bevorzugt, in Ostgeorgien eher milde. Auch bevorzugen Westgeorgier Schweinefleisch, Ostgeorgier hingegen traditionellerweise Rind- bzw. Lammfleisch.
Die georgische Küche hat des Weiteren eine wichtige Bedeutung in der georgischen Gesellschaft. Dies wird vor allem bei einem Supra (auch Keipi genannt) deutlich, einer großen Tafel, bei der es einen sogenannten Tischmeister (Tamada) gibt, der das Geschehen am Tisch lenkt und Trinksprüche ausbringt, und – um die Übersicht zu behalten – sogar einen Stellvertreter wählt. Die Trinksprüche sind im Allgemeinen keine flapsigen Bemerkungen, sondern werden von jedem, der an dem Tisch sitzt, ernst genommen und wiederholt; zum Teil variieren die Trinksprüche, da jeder auch etwas Neues dazu sagen darf, wenn der Tamada dies erlaubt. 
So wird vor allem auf die Gäste, die am Tisch sitzen, deren Kinder und Verwandte bzw. deren Verstorbenen, sowie auf das Land Georgien und auf die Vergangenheit des Landes getrunken. Die Bedeutung eines Tamada für das Supra beschreibt kimeraweb.de so: „Einen Tamada, der geist- und witzlos ist und nur ans Trinken denkt, kann man sich nicht vorstellen.“ Durch diese und andere Rituale dauert das Supra in der Regel mehrere Stunden, was von allen Beteiligten auch für angemessen empfunden wird. Je wichtiger der Anlass oder die Gäste sind, desto traditioneller sind die Gerichte. Dabei wird stets im Überfluss serviert, um die Großzügigkeit des Gastgebers zu demonstrieren.

## Speisen

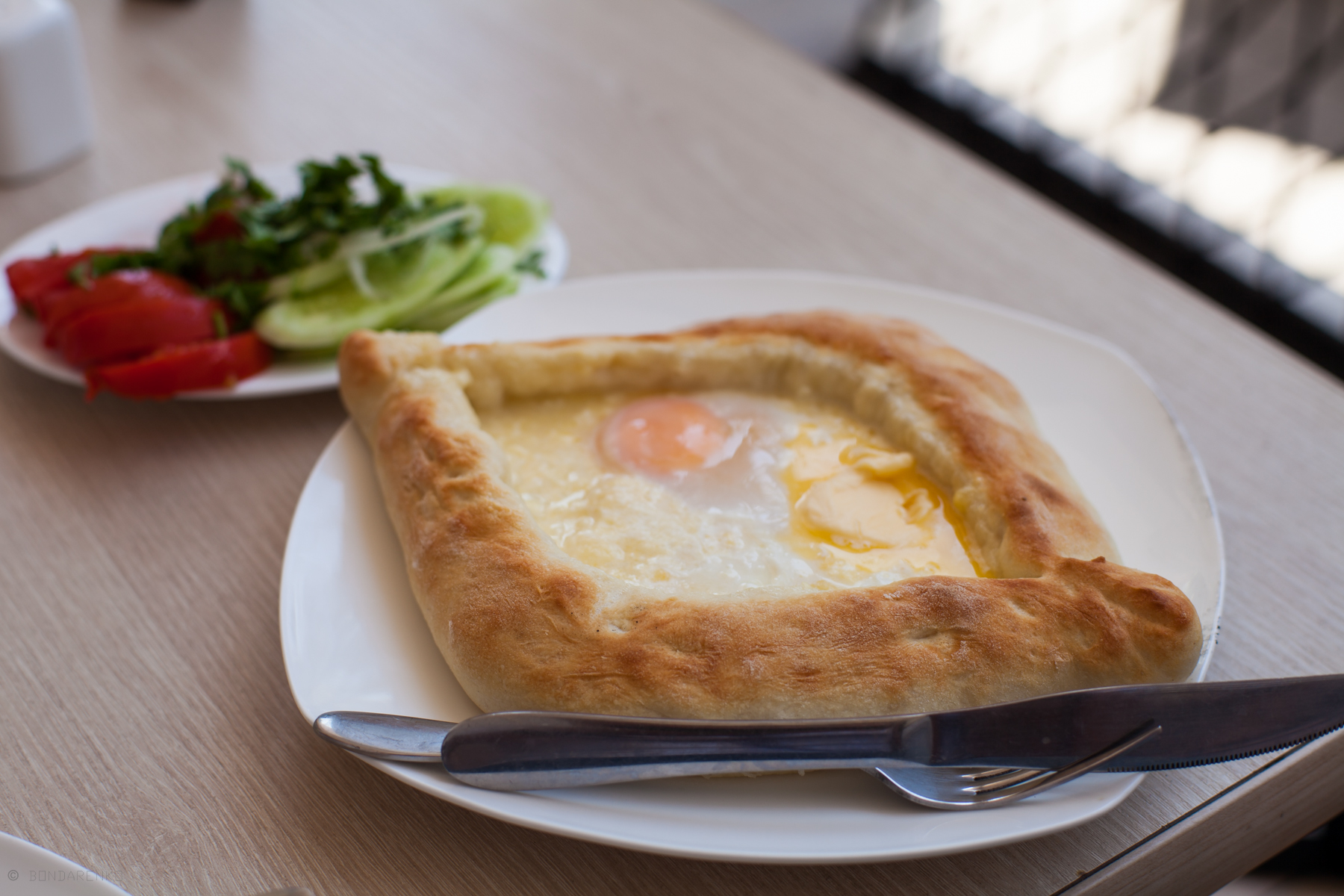
Adscharuli Chatschapuri, gefüllt mit Käse und einem Spiegelei.

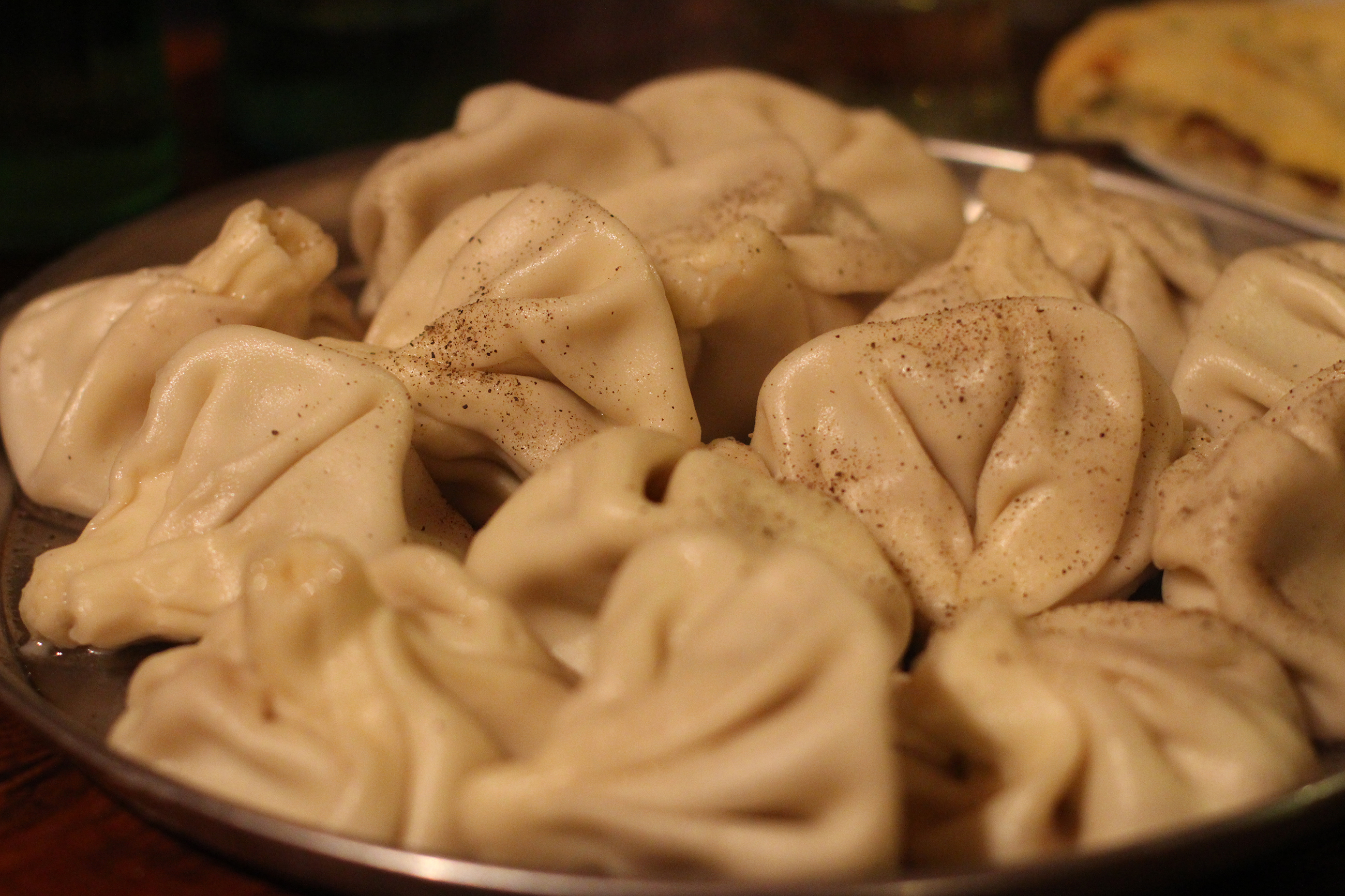
Chinkali auf einer Servierplatte

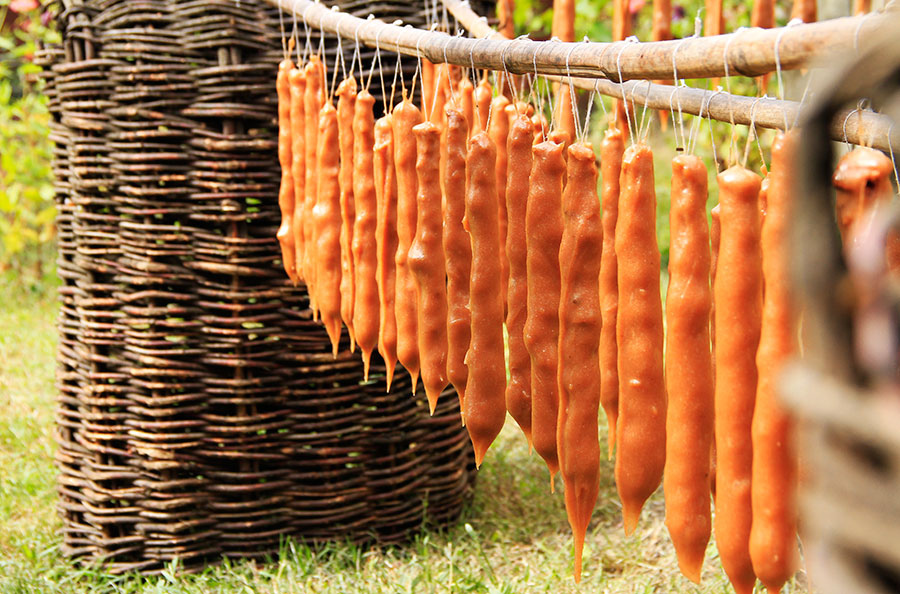
Tschurtschchela, Walnüsse mit Traubensaft-Kuvertüre

Georgiens Küche galt als die Haute Cuisine der sowjetischen Küche, da sie sich vor allem durch ihre Qualität und ihre regionale Abwechslung auszeichnet. Generell spielt Fleisch eine große Rolle. Dabei bevorzugt jede Region ihre eigene Fleischsorte. Gerichte aus Schwein, Rind oder Hammel erfreuen sich großer Beliebtheit. Hinzu kommen Hirsche, Bergziegen, Hasen, Kaninchen, Wachteln und Fasane.
Verbreitet sind Teigtaschen mit Hackfleischfüllung (Chinkali), gebackenes Käsebrot (Chatschapuri) oder eine Rote-Bohnen-Suppe (Lobio). Des Weiteren wird das für Westgeorgien typische Maisbrot (Mschadi), das mit Sulguni (einer Käsesorte aus der Region Mingrelien) zubereitet wird, sowie andere Brotsorten gegessen. Weitere Käsesorten sind der Imeruli (Käse aus der Region Imereti) und der Guda (Käse aus den Bergen); oft wird Käse aber auch zur Hauptspeise gereicht.
Die geschmacklichen Unterschiede innerhalb Georgiens werden auch in Hinsicht der meistangebauten und meistverzehrten Getreide der jeweiligen Region deutlich. So dominiert in Westgeorgien der Mais, wohingegen in Ostgeorgien vor allem Weizen angebaut und verzehrt wird. In Georgien fast einzigartig ist die Verwendung von Walnüssen als fester Bestandteil vieler Gerichte, die andernorts oft nur als Garnitur dienen.

### Vorspeisen
Typische Vorspeisen sind gefüllte Auberginen mit Walnusspaste (Badridschani) und luftgetrocknetes Rindfleisch (Basturma).

### Hauptspeisen
Als typische und überregionale Hauptspeisen werden vor allem Schaschlik (Mzwadi), Hähncheneintopf mit Tomaten-Zwiebelsoße (Tschachochbili), und Hammeleintopf mit Auberginen (Tschanachi) gezählt. Dazu gibt es Walnusssoße (Baji), Mirabellensoße (Tqemali), eine typische Tomatensauce (Sasebela) und verschiedene, sehr scharfe Peperonipasten (Adschika).

### Desserts
Zu den Desserts zählen etwa die beliebte georgische Süßigkeit Tschurtschchela, bei der man Haselnuss- oder Walnusskerne auf eine Leine bindet und diese so lange in Traubensaft taucht, der mit Mais- und Weizenmehl angedickt ist, bis sich eine dünne Schicht über die Nüsse gelegt hat. Dazu wird eine Art Pudding namens Pelamuschi gereicht, der besonders in Kartli und Westgeorgien beliebt ist. Pelamuschi wird aus Traubensaft gemacht, der mit Maismehl gekocht wird und nach dem Abkühlen die Konsistenz eines Puddings hat.

## Alkoholische Getränke und Trinksitten
Die georgische Küche weist vor allem traditionelle Getränke wie georgischen Wein, Sekt, Weinbrand und Tschatscha, einen Tresterbrand, auf. Die Festtafel wird von einem Tamada geleitet, der während der Mahlzeit kunstvolle Trinksprüche ausbringt. Nach jedem Spruch wird das Glas vollständig geleert und nachgeschenkt. Gegen den Kater am Morgen wird Chaschi, eine starke Brühe aus Pansen mit viel Knoblauch getrunken.

## Tischsitten
- Wer nicht mehr trinken möchte, zeigt es, indem er das volle Glas stehen lässt. Dieses Verhalten gilt nicht als Unsitte.
- Wenn der Tamada beim Trinkspruch aufsteht, stehen auch alle anderen am Tische sitzenden Personen auf.

## Weiteres
- Das sogenannte georgische Gastmahl ist eine kulturelle Tradition. Dabei braucht es keinen besonderen Anlass, auch wenn ein solches Gastmahl an Feierlichkeiten stattfinden kann.